# Cypripedium bardolphianum
Cypripedium bardolphianum é uma espécie de orquídea terrestre, família Orchidaceae, que habita a China e sudeste do Tibet.